# Франклинит
Франклини́т(ZnFe2O4) — минерал класса окислов. Был впервые найден в 1819 году в шахтах Стерлинг-Хилл и Франклин в штате Нью-Джерси, США, отсюда и название.

## Свойства минерала

### Структура и морфология кристаллов
Кубическая сингония. Пространственная группа — Fd3m. {\displaystyle a_{0}}= 0,841 нм; Z = 8; Структура нормальной шпинели. Гексоктаэдрический класс точечной группы — m3m {\displaystyle {\ce {(3L4 4L4 6L2 9PC)}}}. Кристаллы октаэдрические, часто с закругленными гранями, или додеказдрические. Фигуры травления, как у магнетита.

### Физические свойства и константы
Спайность совершенная. Излом раковистый до неровного. Твердость 5,5—6,5. Микротвердость по Янгу и Милмэну 763—824 кГ/мм2, по Лебедевой 753—794 кГ/мм2 при нагрузке 100 г. Удельный вес 5,07—5,22. Цвет черный до буро-черного. Черта красновато-бурая. Блеск металлический до полуметаллического. Просвечивает лишь в тонких сколах. Слабо магнитен до сильно магнитного. Точка Кюри 61°K. При электродиализ уделяется заметное количество Zn и Fe (с некоторым количеством Mn). Теплота образования = 286,4 ккал/моль; энтропия = 88 ккал/град *моль.

### Микроскопическая характеристика
В проходящем свете изотропен. В отраженном свете белый. Отражательная способность для зеленого света 16,5 для оранжевого — 14,5, для красного — 11. Слабая аномальная анизотропия (от розовато-серого до серовато-черного). Двуотражение не наблюдалась. Внутренние рефлексы темно-красные заметны в иммерсии при сокращенных николях. Полируется очень хорошо.

### Химический состав
Теоретический состав для франклинита ZnFe2O4 : ZnO — 35,22%; Fe2O3 — 64,78%; для феррофранклинита (Zn,Mn)Fe2O4 (при Zn : Mn = 1 : 1): ZnO — 17,25%; MnO — 15,04%; Fe2O3 — 67,71%. Всегда содержит Mn, который замещает Zn. В феррофранклините Zn замещается Fe2+, Fe3+ возможно, частично замещается Mn3+.

## Форма нахождения и генезис
Редок. Встречается в виде зернистых выделений, иногда кристаллов.

## Месторождения
Встречается в контактово-метасоматических месторождениях Франклина и Стерлинг-Хилла (штат Нью-Джерси, США) среди кристаллических известняков; ассоциируется с цинкитом, виллемитом, кальцитом, реже с ганитом, аксинитом, родонитом, тефроитом, апатитом. Отмечена находка франклинита на г. Высокой (Свердловская область). В виде псевдоморфоза по сфалериту встречен в пегматитах горы Непха на Кольском полуострове.

## Искусственное получение
Франклинит получен при спекании свежеосажденных гидроокислов железа и цинка при 1100 °C, а также сплавлением Fe2O3, ZnO, MnO в присутствии B2O3. При изучении системы Fe3O4 — Mn3O4 — ZnMn2O4 — ZnFe2O4 установлено существование кубических магнетито-якобсито-франклинитовых твердых растворов.

## Практическое значение
Во Франклине и Стерлинг-Хилле составная часть цинковых руд.

## Отличия
Отличается от магнетита по темной красновато-бурой черте и реакциям на цинк и марганец.

## Разновидности
- Fe2+-содержащий — феррофранклинит — (Fe,Zn,Mn) Fe2O4.[3]

## Список литературы
1. Чухров Ф. В.. Бонштедт-Куплетская. Э. М. Минералы. Справочник. Выпуск 3. Сложные окислы, титанаты, ниобаты, танталаты, антимонаты, гидроокислы. — Москва: Наука, 1967. — 676 с.